# Włosienica (powiat oświęcimski)
Włosienica – wieś w Polsce położona w województwie małopolskim, w powiecie oświęcimskim, w gminie Oświęcim. Przez wieś przebiega DK 44 44. Miejscowość posiada również peron kolejowy.
W tej wsi urodził się Józef Patelski.

## Części wsi
| Integralne części wsi Włosienica | Integralne części wsi Włosienica | Integralne części wsi Włosienica |
| SIMC                             | Nazwa                            | Rodzaj                           |
| -------------------------------- | -------------------------------- | -------------------------------- |
| 0064112                          | Dół                              | część wsi                        |
| 0064141                          | Granice                          | przysiółek                       |
| 0064158                          | Maśloch                          | przysiółek                       |
| 0064129                          | Sośnina                          | część wsi                        |
| 0064135                          | Włosienica Górna                 | część wsi                        |

## Historia
Pierwsza wzmianka pochodzi z 1285 z dokumentu lokacyjnego wsi Sępnia, później Poręby Wielkiej.
W dokumencie sprzedaży księstwa oświęcimskiego Koronie Polskiej przez Jana IV oświęcimskiego wystawionym 21 lutego 1457 miejscowość wymieniona została jako Włoszenycza.
Nazwę miejscowości w zlatynizowanej staropolskiej formie Wloszyenycza wymienia w latach (1470-1480) Jan Długosz w księdze Liber beneficiorum dioecesis Cracoviensis.
W latach 1975–1998 miejscowość należała administracyjnie do województwa bielskiego.

## Ochotnicza Straż Pożarna we Włosienicy
We Włosienicy działa bardzo prężna Ochotnicza Straż Pożarna, która została założona w 1903 roku przez ówczesnego proboszcza wsi ks.Józefa Grudzińskiego. Od 1995 roku włączona jest w strukturę Krajowego Systemu Ratowniczo-Gaśniczego oraz znajduje się w Wojewódzkim Odwodzie Operacyjnym Małopolskiego Komendanta Wojewódzkiego PSP, Kompanii Pompowej „KRAK”. W trakcie uroczystości z okazji 100-lecia istnienia straży, które odbyły się w czerwcu 2003 roku, jednostka została odznaczona Złotym Znakiem Związku.
Na wyposażeniu jednostki znajdują się:
- Samochód ratowniczo-gaśniczy 519[K]65 GCBA 5/24 Jelcz 442/Osiny
- Samochód ratowniczo-gaśniczy 519[K]66 GLM Fiat Ducato
- Samochód ratowniczo-gaśniczy 519[K]67 GBARt 4/24 Man TGM 13.290/WISS

- Łódź płaskodenna z silnikiem zaburtowym
- Agregat pompowy BIAŁOGON HL 200 dużej wydajności
- Lekki zestaw pompowy WTX

## LKS „SYGNAŁ” Włosienica
Klub pierwotnie jako Ludowy Zespół Sportowy (LZS) został założony w 1955 roku, później przekształcony w Ludowy Klub Sportowy (LKS). W miarę rozwoju klub otrzymał nazwę „Sygnał” i tak obecnie pełna nazwa klubu to Ludowy Klub Sportowy „Sygnał” Włosienica. Aktualnie zespół występuje w rozgrywkach oświęcimskiej A klasy do której wywalczył sobie awans w sezonie 2018/19. W swoich osiągnięciach ma występy m.in. w oświęcimskiej klasie A gdzie najwyżej zajął 4 miejsce. Klub ten słynie z bardzo dobrych szachistów, wielokrotnych mistrzów powiatu, którzy występowali także na zawodach rangi wojewódzkiej. W 2015 roku klub obchodził 60-lecie istnienia, a ponadto utworzył Szkółkę Piłkarską „Sygnał” której celem jest praca z dziećmi na treningach piłki nożnej dzięki której najmłodsi mogą podnosić swoje umiejętności sportowe.

## Kościół pod wezwaniem Św. Michała Archanioła
Pierwsza całkowicie pewna wiadomość o istnieniu kościoła we Włosienicy pochodzi z XV wieku, a zawdzięczamy ją ks. Długoszowi. Był to kościół drewniany pod wezwaniem Wszystkich Świętych. Na jego miejscu stoi obecnie plebania. Około 1520 r. pierwotny kościół uległ zniszczeniu, po czym odbudowano go ok. 1533 r. Budowę obecnego kościoła rozpoczęto w kwietniu 1843 r. Ogromną część kosztów wziął na siebie proboszcz oświęcimski ks. Michał Ślebarski, dlatego też od imienia proboszcza wybrano patrona nowego kościoła – św. Michała Archanioła, który jest dzisiaj pierwszorzędnym patronem parafii, a drugorzędnym – po zburzeniu kaplicy w Monowicach – św. Antoni z Padwy. Do tutejszej parafii św. Michała Archanioła należą mieszkańcy Włosienicy, Stawów Monowskich, Monowic i Dworów II.
W 1904 r. proboszczem parafii został ks.Józef Grudziński i duszpasterzem był przez 37 lat. Wtedy położono posadzkę, w kościele ustawiono główny ołtarz z drzewa modrzewiowego, a w 1910 r. kościół odmalował Aleksander Mroczkowski. Obecnie w kościele znajdują się pięknie brzmiące organy z dwoma manuałami i klawiaturą nożną, posiadają one ok. 30 głosów.